# 上熊谷站
上熊谷站（日语：／ Kamikumagaya eki */?）是位於埼玉縣熊谷市宮本町255番1號，屬於秩父鐵道的秩父本線車站。

## 歷史
- 1933年（昭和8年）
  - 4月1日 - 秩父鐵道鎌倉町站（日语：／）啟用[1]。
  - 7月1日 - 車站改名為上熊谷站[1]。
- 1943年（昭和18年）12月5日 - 東武鐵道熊谷線（日语：東武熊谷線）開業[2][3]，成為共構與共站。
- 1983年（昭和58年）6月1日 - 東武鐵道熊谷線廢止[3]，再次成為秩父鐵道單獨車站。

## 車站構造
此站是地面車站，設有1面1線的單式月台。雖然是單式月台，站房與月台之間設有站內平交道。這是由於曾經設有東武熊谷線停靠此站，現時的單式月台在當時為島式月台，在現時秩父本線月台對面為熊谷線月台，為共構與共站的結構。在舊熊谷線月台停用後設置了柵欄，變成現時只有單式月台。熊谷線廢止後路軌仍然存在，後來由於安全問題便把平交道鋪滿瀝青，在車站附近的路軌在2019年頃全面撤走。而跨越熊谷線路軌至此站月台上的架空電纜柱也重新設置。上述已經提及，秩父線北邊設有東日本旅客鐵道（JR東日本）高崎線。
此站是由熊谷站管理的業務委託車站。車站職員當值時間為每日7:00～20:00。在檢票口內設有廁所（濕廁）。本站與熊谷站高崎線下行月台之間設有渡線，現時已經停止使用。

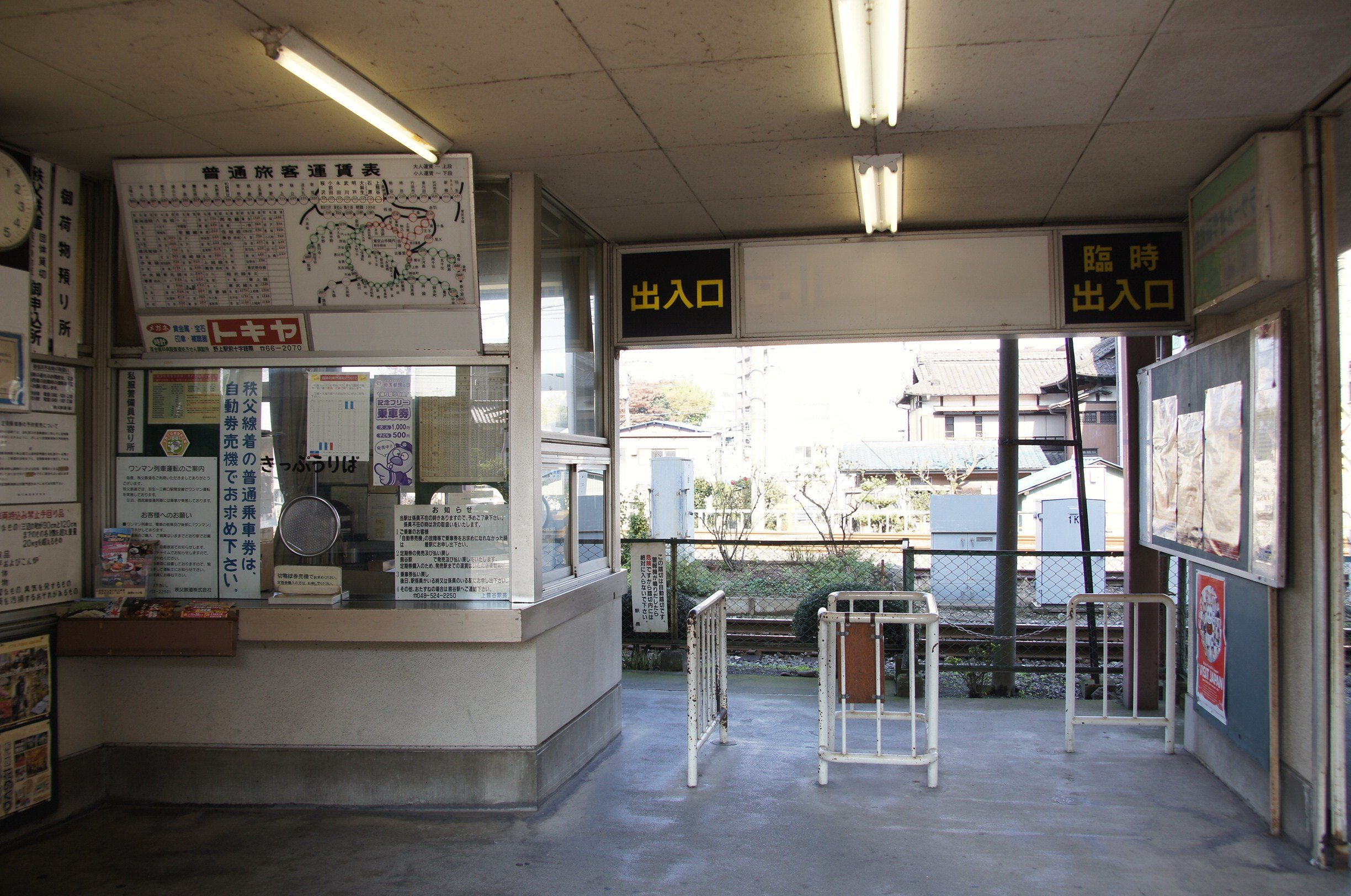
驗票口（2011年11月）
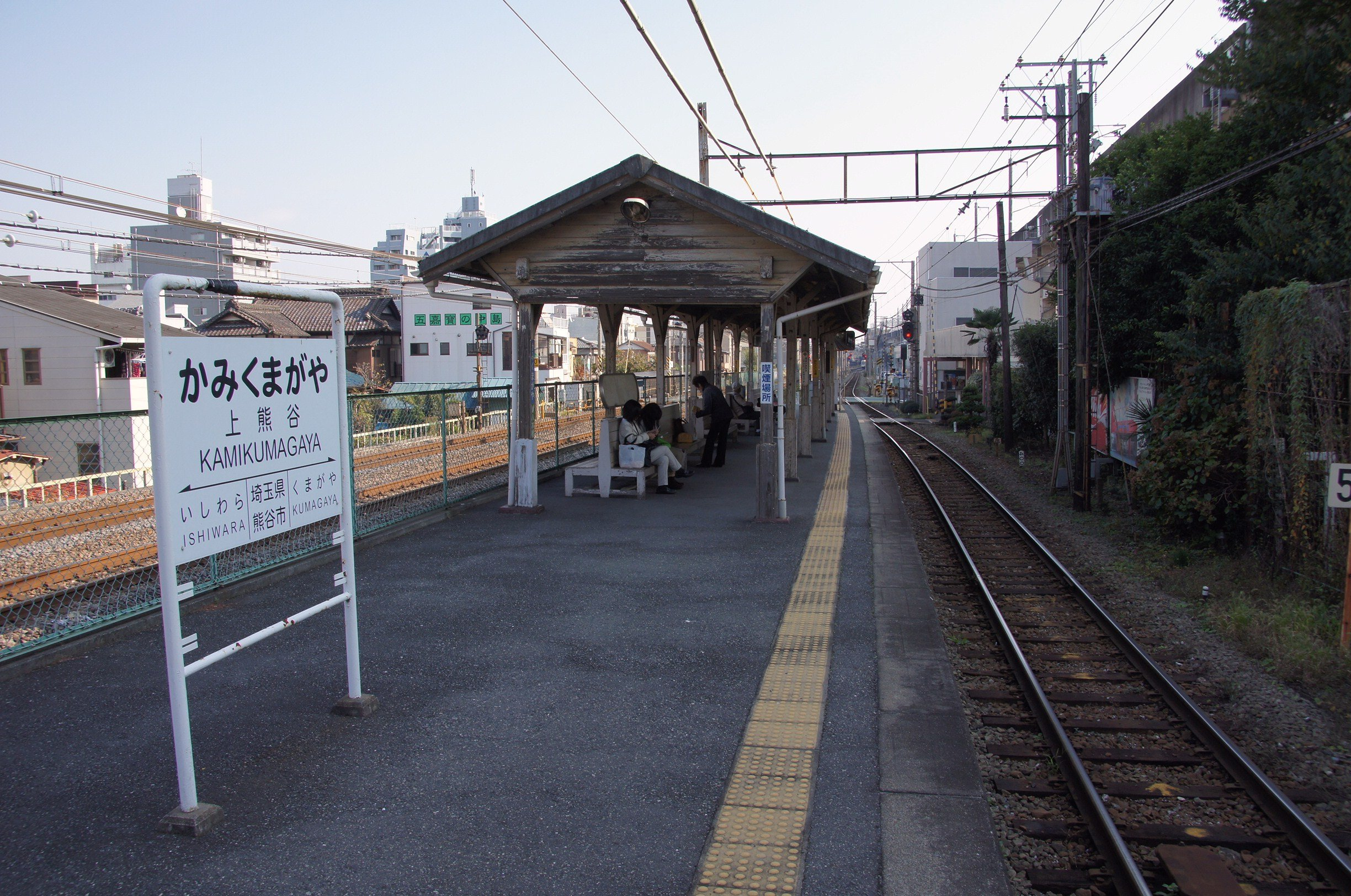
月台(2011年11月)

## 使用狀況
- 在2018年度1日平均乘車人次為337人[4]。

| 年度               | 1日平均 乘車人次 |
| ------------------ | ---------------- |
| 2009年（平成21年） | 399              |
| 2010年（平成22年） | 380              |
| 2011年（平成23年） | 363              |
| 2012年（平成24年） | 378              |
| 2013年（平成25年） | 376              |
| 2014年（平成26年） | 367              |
| 2015年（平成27年） | 362              |
| 2016年（平成28年） | 354              |
| 2017年（平成29年） | 338              |
| 2018年（平成30年） | 337              |

在東武熊谷線時代，此站較多乘客上落。後來該線廢止後人次有所減少。但是隨著鄰近此站熊谷SATY（現時：AEON熊谷店）和八木橋百貨店等乘客使用此站乘坐秩父本線前往秩父、羽生方向，客量回復增加。

## 車站周邊
車站鄰近鎌倉町通的相交位置（現時國道407號鎌倉天橋跨越此站），該處為古老的商業地區。
- 荒川
  - 荒川大橋（日语：荒川大橋） - 國道407號橋樑
- 八木橋百貨店（日语：八木橋百貨店）
- AEON熊谷店（舊熊谷SATY（日语：サティ (チェーンストア)））
- 片倉絲綢紀念館
- 三井住友銀行 熊谷分店
- 埼玉里索那銀行 熊谷分店
- 武藏野銀行 熊谷分店
- 足利銀行 熊谷分店
- 東和銀行（日语：東和銀行） 熊谷分店
- 第四北越銀行（日语：第四北越銀行） 熊谷分店
- 熊谷鎌倉町郵局
- 熊谷市立熊谷南小學
- 石上寺
- 星溪園（日语：星溪園）
- 熊谷寺（日语：熊谷寺 (熊谷市)）
- 熊谷町之站

## 巴士路線
沒有巴士路線駛入此站。在南邊步行5分鐘可到達「上熊谷站入口」巴士站或「福島醫院北」巴士站。從前，向東邊步行1分鐘內可到達「上熊谷」巴士站。隨著熊谷市市道改善工程後，道路收窄了，因此改變走線，不再途經該處。
除了停靠「福島醫院北」巴士站的路線外，停靠其他巴士站的巴士路線均由國際十王交通營運。
上熊谷站入口（國道407號下行，舊Olympic前，步行3分鐘）
- 前往熊谷站

上熊谷站入口（國道407號上行，榎町行人天橋入口前，步行4分鐘）
- 前往冑山、東松山站
- 前往立正大學、森林公園站
- 前往大沼公園、縣立心血管疾病中心、小川町站

上熊谷站入口（福島醫院前，步行3分鐘。福島醫院北巴士站熊谷站南出口方向也位於同一處）
- 前往熊谷站南口

福島醫院北（步行3分鐘）
- 熊谷市社區巴士YuYu巴士（日语：ゆうゆうバス (熊谷市)） 櫻花號、武藏富代號（委托協同巴士（日语：協同バス）運行）

星溪園東（步行3分鐘）
- 熊谷市社區巴士YuYu巴士 直實號

## 相鄰車站
秩父鐵道
秩父本線
SL「Paleo Express」、急行「秩父路」
通過
普通
熊谷－上熊谷－石原

### 曾經存在的路線
東武鐵道
熊谷線
熊谷－上熊谷－大幡

## 注腳
1. 1 2  今尾惠介（監修）.  4 関東2. 新潮社. 2008: 55. ISBN 978-4-10-790022-7 （日语）.
2. ↑  「地方鉄道運輸開始」『官報』1943年12月18日 - 國立國會圖書館數碼化收藏
3. 1 2  今尾惠介（監修）.  3 関東1. 新潮社. 2008: 21. ISBN 978-4-10-790021-0 （日语）.
4. ↑  11運輸（日語） - 熊谷市統計書

## 外部連結
- 車站情報 上熊谷站（秩父鐵道） （页面存档备份，存于）（日語）